# Irmgard Sickert
Irmgard Sickert (* 2. November 1922; † 12. Juni 2002) war eine deutsche Diplomatin im Dienst der DDR.

## Leben
Sickert wurde als Tochter eines Drehers geboren. Sie emigrierte 1933 mit ihren Eltern über die Tschechoslowakei in die Sowjetunion. Ihr Vater Alfred Sickert, ein Kommunist, der in den Internationalen Brigaden gekämpft hatte, war während des Krieges in der Schweiz interniert. Irmgard Sickert besuchte die Karl-Liebknecht-Schule in Moskau und studierte ab 1940 am Institut für Fremdsprachen. Sie nahm von September bis November 1944 am ersten Kurs des Institutes 99 in Moskau teil.
Sie kehrte 1946 nach Deutschland zurück und wurde Mitglied der SED. Sie war zunächst als Redakteurin beim Leipziger Rundfunk tätig und studierte dann Gesellschaftswissenschaften an der Karl-Marx-Universität Leipzig. 1951 trat sie in den Diplomatischen Dienst der DDR. Sie hatte zunächst verschiedene Funktionen im Ministerium für Auswärtige Angelegenheiten der DDR (MfAA) und im Auslandsdienst inne: sie war unter anderem Leiterin der Presseabteilung, Leiterin der Abteilung Auslandspropaganda in der Hauptabteilung V, Presseattaché an der Botschaft der DDR in Prag und Zweiter Botschaftssekretär an der Botschaft der DDR in Peking. Von 1960 bis 1962 war sie Leiterin der Abteilung Amerika im MfAA, 1964 dann amtierende Leiterin der Abteilung Ferner Osten und dort bis 1966 stellvertretende Abteilungsleiterin. Von 1966 bis 1973 fungierte sie als Generalkonsulin der DDR in Kiew und war dann Leiterin der Arbeitsgruppe Parlamentarische und kommunale Auslandsbeziehungen im MfAA.

## Auszeichnungen
- Vaterländischer Verdienstorden in Bronze (1969) und in Silber (1982)
- Stern der Völkerfreundschaft in Silber[5]